# Kids' Choice Awards 2020
O Kids' Choice Awards 2020 (oficialmente intitulado "Nickelodeon Kids' Choice Awards 2020: Celebrate Together") foi realizada virtualmente em 2 de maio de 2020, e foi apresentada por Victoria Justice.
A cerimônia estava originalmente programada para coincidir com o fim de semana Slimefest da Nickelodeon, e tería apresentação de Chance the Rapper. No entanto, em 7 de março, os aspectos externos do Slimefest foram adiados para uma data futura devido a preocupações de saúde pública relacionadas à pandemia do coronavírus. A cerimônia foi adiada quatro dias depois. Em seu lugar, estava o especial The Best of the Kids' Choice Awards, apresentando momentos memoráveis ao longo dos anos.

## Vencedores e indicados
As indicações foram anunciadas em 13 de fevereiro de 2020. A lista de vencedores foram divulgadas em 2 de maio de 2020.

### Cinema
| Filme Favorito | Ator de Filme Favorito |
| --- | --- |
| - Avengers: Endgame - Aladdin - Captain Marvel - Jumanji: The Next Level - Spider-Man: Far From Home - Star Wars: The Rise of Skywalker | - Dwayne Johnson – Jumanji: The Next Level como Dr. Xander "Smolder" Bravestone & Hobbs & Shaw como Luke Hobbs - Chris Evans – Avengers: Endgame como Capitão América - Kevin Hart – Jumanji: The Next Level como Franklin "Mouse" Finbar - Chris Hemsworth – Avengers: Endgame como Thor & Men in Black: International como Henry / Agent H - Tom Holland – Spider-Man: Far From Home como Peter Parker / Homem-Aranha - Will Smith – Aladdin como Genie     |
| Atriz de Filme Favorita | Super-herói Favorito |
| - Dove Cameron – Descendants 3 como Mal - Scarlett Johansson – Avengers: Endgame como Viúva Negra - Angelina Jolie – Maleficent: Mistress of Evil como Maleficent - Brie Larson – Avengers: Endgame/Captain Marvel como Carol Danvers / Captain Marvel - Taylor Swift – Cats como Bombalurina - Zendaya – Spider-Man: Far From Home como MJ | - Tom Holland – Spider-Man: Far From Home/Avengers: Endgame como Peter Parker / Homem-Aranha - Robert Downey Jr. – Avengers: Endgame como Tony Stark / Homem de Ferro - Chris Evans – Avengers: Endgame como Steve Rogers / Capitão América - Chris Hemsworth – Avengers: Endgame como Thor - Scarlett Johansson – Avengers: Endgame como Natasha Romanoff / Viúva Negra - Brie Larson – Avengers: Endgame/Captain Marvel como Carol Danvers / Captain Marvel |
| Filme de Animação Favorito | Voz Masculina Favorita de um Filme de Animação |
| - Frozen 2 - The Angry Birds Movie 2 - The Lego Movie 2: The Second Part - O Rei Leão - The Secret Life of Pets 2 - Toy Story 4 | - Josh Gad – Frozen 2 como Olaf & The Angry Birds Movie 2 como Chuck - Chris Pratt – The Lego Movie 2: The Second Part como Emmet Brickowski e Rex Dangervest - Kevin Hart – The Secret Life of Pets 2 como Snowball - Tom Hanks – Toy Story 4 como Xerife Woody |
| Voz Feminina Favorita de um Filme de Animação | |
| - Beyoncé – O Rei Leão como Nala - Idina Menzel – Frozen 2 como Elsa - Kristen Bell – Frozen 2 como Anna - Tiffany Haddish – The Secret Life of Pets 2 como Daisy & The Lego Movie 2: The Second Part como Queen Watevra Wa'Nabi | |

### Televisão
| Programa de TV Infantil Favorito | Programa de TV Favorito da Família |
| --- | --- |
| - Henry Danger - A Series of Unfortunate Events - All That - Bunk'd - Power Rangers: Beast Morphers - Raven's Home | - Stranger Things - Fuller House - Modern Family - The Big Bang Theory - The Flash - Young Sheldon |
| Estrela de TV Favorita | Estrela de TV Masculina Favorita |
| - Millie Bobby Brown – Stranger Things como Eleven - Candace Cameron Bure – Fuller House como D.J. Tanner-Fuller - Ella Anderson – Henry Danger como Piper Hart - Peyton List – Bunk'd como Emma Ross - Raven-Symoné – Raven's Home como Raven Baxter - Riele Downs – Henry Danger como Charlotte Page | - Jace Norman – Henry Danger como Henry Hart/Kid Danger - Abraham Rodriguez – Power Rangers: Beast Morphers como Nate Silva/Gold Ranger - Caleb McLaughlin – Stranger Things como Lucas Sinclair - Jim Parsons – The Big Bang Theory como Sheldon Cooper - Joshua Bassett – High School Musical: The Musical: The Series como Ricky Bowen - Karan Brar – Bunk'd como Ravi Ross |
| Reality Show Favorito | Apresentador(a) de TV Favorito(a) |
| - America's Got Talent - American Ninja Warrior - America's Funniest Home Videos - MasterChef Junior - The Masked Singer - The Voice | - Ellen DeGeneres – Ellen's Game of Games - John Cena – Are You Smarter than a 5th Grader? - Nick Cannon – The Masked Singer - Ryan Seacrest – American Idol - Terry Crews – America's Got Talent - Tiffany Haddish – Kids Say the Darndest Things |
| Série Animada Favorita | |
| - SpongeBob SquarePants - Alvinnn!!! e os Esquilos - Teen Titans Go! - O Incrível Mundo de Gumball - The Loud House - Os Simpsons | |

### Música
| Grupo Musical Favorito                                                                         | Artista Masculino Favorito |
| ---------------------------------------------------------------------------------------------- | --- |
| - BTS - Fall Out Boy - Jonas Brothers - Maroon 5 - Panic! at the Disco - The Chainsmokers      | - Shawn Mendes - Ed Sheeran - Justin Bieber - Lil Nas X - Marshmello - Post Malone |
| Artista Feminina Favorita                                                                      | Canção Favorita |
| - Ariana Grande - Beyoncé - Billie Eilish - Katy Perry - Selena Gomez - Taylor Swift           | - "Bad Guy" – Billie Eilish - "7 Rings" – Ariana Grande - "Memories" – Maroon 5 - "Old Town Road" – Lil Nas X - "Sucker" – Jonas Brothers - "You Need to Calm Down" – Taylor Swift |
| Artista Revelação Favorito                                                                     | Colaboração Musical Favorita |
| - Lil Nas X - City Girls - DaBaby - Lewis Capaldi - Lizzo - Megan Thee Stallion                | - "Señorita" – Shawn Mendes & Camila Cabello - "10,000 Hours" – Justin Bieber & Dan + Shay - "I Don't Care" – Ed Sheeran & Justin Bieber - "Me!" – Taylor Swift com part. de Brendon Urie - "Old Town Road (Remix)" – Lil Nas X com part. de Billy Ray Cyrus - "Sunflower" – Post Malone & Swae Lee |
| Estrela Social Favorita da Música                                                              | Estrela Global Favorita da Música |
| - JoJo Siwa - Asher Angel - Blanco Brown - Johnny Orlando - Mackenzie Ziegler - Max and Harvey | - Taylor Swift (América do Norte) - BTS (Ásia) - Dua Lipa (Reino Unido) - J Balvin (América Latina) - Rosalía (Europa) - Sho Madjozi (África) - Tones and I (Austrália) |

### Esportes
| Estrela do Esporte Feminina Favorita                                                        | Estrela do Esporte Masculino Favorito                                                          |
| ------------------------------------------------------------------------------------------- | ---------------------------------------------------------------------------------------------- |
| - Alex Morgan - Lindsey Vonn - Megan Rapinoe - Naomi Osaka - Serena Williams - Simone Biles | - LeBron James - Cristiano Ronaldo - Patrick Mahomes - Shaun White - Stephen Curry - Tom Brady |

### Outras categorias
| Video Game Favorito                                                                           | Gamer Favorito(a)                                                                      |
| --------------------------------------------------------------------------------------------- | -------------------------------------------------------------------------------------- |
| - Minecraft - Fortnite - Mario Kart Tour - Super Smash Bros. Ultimate                         | - SSSniperwolf - DanTDM - GamerGirl - Ninja - PrestonPlayz                             |
| Estrela Social Feminina Favorita                                                              | Estrela Social Masculino Favorito                                                      |
| - Annie LeBlanc - Emma Chamberlain - Lilly Singh - Liza Koshy - Miranda Sings - Merrell Twins | - David Dobrik - Coyote Peterson - Dolan Twins - Dude Perfect - MrBeast - Ryan's World |

## Vencedores e indicados do Brasil
| Artista Brasileiro(a) Favorito(a)                                     | Fandom Brasileiro |
| --------------------------------------------------------------------- | --- |
| - Maisa Silva - João Guilherme - Sophia Valverde - Melim - Vitor Kley | - Now United – Uniters - Larissa Manoela –Larináticos - Luan Santana – Luanetes - Anavitória - Passarinhos - Maisa Silva – Maisaticos - João Guilherme – Joaoguináticas |